# Rădulești (okręg Vrancea)
Rădulești – wieś w Rumunii, w okręgu Vrancea, w gminie Vânători. W 2011 roku liczyła 768
mieszkańców.